# Apricia
Apricia Richardson, 2016 è un genere di ragni appartenente alla famiglia Salticidae.

## Distribuzione
Le 3 specie sono state reperite in Australia e Tasmania.

## Tassonomia
Per la descrizione delle caratteristiche di questo genere sono stati esaminati gli esemplari tipo di Marptusa jovialis L. Koch, 1879.
Non sono stati esaminati esemplari di questo genere dal 2016.
Attualmente, a gennaio 2022, si compone di 3 specie:
- Apricia bracteata (L. Koch, 1879) — Australia
- Apricia jovialis (L. Koch, 1879)[2] — Australia, Tasmania
- Apricia longipalpis Richardson, 2016 — Australia